# アメリカン・エスキモー・ドッグ
アメリカン・エスキモー・ドッグ（英：American Eskimo Dog）とは、アメリカ合衆国原産の愛玩用犬種である。「エスキモー」の名を持つが、カナディアン・エスキモー・ドッグとの関連は全く無い。旧称はアメリカン・スピッツ（英：American Spitz）だが、後述の理由により現在の犬種名に改名され、使用禁止となっている。愛称はエスキー。
ここでは主にオリジナルのスタンダード種のものについて解説しているが、ミニチュア種とトイ種についても項目を立てて解説する。

## 歴史
生い立ちについてははっきりとは分かっていない。本種の先祖であるヴォルピーノ・イタリアーノ、キースホンド、ジャーマン・スピッツ・クライン、ポメラニアンといったスピッツ犬種を米国に持ち込んだドイツ系移民が本格的に渡ってきたのが19世紀後半であるため、この頃作出されたのではないかといわれている。
先に述べた先祖を交配させて作られた本種は20世紀に入ると人気を博すようになるが、第一次世界大戦の影響により現在の犬種名に改名された。この影響というのは、当時米国内で起こっていた反独感情のことである。本種の旧称にある「スピッツ」という名はもともとドイツ語由来の「尖った」、「炎」という単語に由来しているため、反独感情を刺激して人気が下落するのを防ぐために「スピッツ」の部分が「エスキモー・ドッグ」に置換されたのである。何故エスキモー・ドッグに置換されたのかははっきりしないが、雪が好きであることから北国のスピッツ犬種の名から拝借したものではないかという一説もある。ちなみに、この頃同じような理由で改名された犬種がもう一つある。それは現在ドイツ原産犬種としてダックスフントと共に最も著名な存在であるジャーマン・シェパード・ドッグである。現在はこのオリジナルの名前に直されたが、戦時中はアルサシアンという名に改名されていた。
戦後は再び人気を博し、1985年に犬種クラブが設立された。現在ではFCIにも公認され、米国外にも多く輸出されてペットやショードッグとして多く飼育され人気を得ている。日本では正式な国内登録は行われていないものの、既にブリーダーが存在している。

## 特徴
ふさふさした厚めのロングコートを持つ、可愛らしくエレガントなスピッツタイプの犬種である。尖ったマズルを持ち、目は黒く大きい。立ち耳・巻き尾で毛色はホワイトのみ。オリジナルのものは体高38cm以上の中型犬であるが、後にこれを小型化したミニチュア種とトイ種（下記参照）が作出されたため、このサイズの犬は通常スタンダード種と呼ばれている。性格は穏やかで陽気、友好的である。雪が大好きであるが、運動量はいずれのサイズも普通で、他の犬や子供とも仲良くすることが出来る。かかりやすい病気は逆睫毛などがある。

## ミニチュア・アメリカン・エスキモー・ドッグ
ミニチュア・アメリカン・エスキモー・ドッグ（英：Miniature American Eskimo Dog）とは、アメリカ合衆国原産の愛玩用犬種である。20世紀のはじめにスタンダードサイズのアメリカン・エスキモー・ドッグを小型化して作り出した犬種で、ケネルクラブによってはスタンダード種と別の犬種として認知されている場合もある。ただし、FCIやジャパンケネルクラブをはじめとする多くの畜犬団体では別の犬種でなくサイズ違いの亜種として登録されている。ミニチュア種は体高30～38cmの小型犬で、サイズ以外のステータスはスタンダード種と同じである。

## トイ・アメリカン・エスキモー・ドッグ
トイ・アメリカン・エスキモー・ドッグ（英：Toy American Eskimo Dog）アメリカ合衆国原産の愛玩用犬種である。暮らしの近代化に伴い飼育スペースが狭くなる傾向を捉え、アパートなどでも飼育が出来るようにとミニチュア・アメリカン・エスキモー・ドッグを更に小型化した犬種である。こちらもケネルクラブによってはスタンダード種と別の犬種として認知されている場合もあるが、多くの畜犬団体では別の犬種でなくサイズ違いの亜種として登録されている。トイ種は体高23～30cmの小型犬で、やはりサイズ以外のステータスはスタンダード種と同じである。

## 参考
- 『犬のカタログ2004』（学研）中島眞理 監督・写真
- 『デズモンド・モリスの犬種事典』デズモンド・モリス著書、福山英也、大木卓訳 誠文堂新光社、2007年